# Prosphaga
Prosphaga är ett släkte av insekter. Prosphaga ingår i familjen vårtbitare.
Kladogram enligt Catalogue of Life:
| Prosphaga | \| \| Prosphaga calaharica \| \| \| \| \| \| Prosphaga splendens \| \| \| \| |
|           | \| \| Prosphaga calaharica \| \| \| \| \| \| Prosphaga splendens \| \| \| \| |
|           | Prosphaga calaharica                                                         |
|           |                                                                              |
|           | Prosphaga splendens                                                          |
|           |                                                                              |